# 只要一分鐘
《只要一分鐘》（日语：一分間だけ）是日本作家原田舞葉所著的小說，描述一位時尚雜誌編輯與其飼養的黃金獵犬里拉之間的故事，2008年由深月水脈改編為漫畫《藍的里拉～只要一分鐘～》，於講談社Dessert雜誌上連載並出版單行本，2014年改編為台灣電影，由張鈞甯和何潤東主演。

## 角色
神谷藍
《JoJo》雜誌編輯，和男友浩介同居，在寵物店店員的請託下，決定飼養即將被撲殺的里拉。
浩介
自由廣告撰稿人，常常下廚。
里拉
母黃金獵犬，有一雙褐色眼睛。
北條惠子
總編輯，將雜誌大幅改革使其銷量回升。
岡部翔
自由記者。
多川奈津美
藍的助理。
西野友里
家庭主婦，飼養一隻叫做「巧克力」的臘腸狗。
宮崎
「向日葵犬貓醫院」的醫生。

## 書籍
- 小說
  - 日文版：2007年4月出版單行本，2009年6月出版文庫本
  - 繁中版：2008年11月皇冠出版，王蘊潔譯
  - 簡中版：2009年3月天津教育出版社出版，朱一飛譯
- 漫畫
  - 原田舞葉原作，深月水脈作畫，講談社出版，全2集

## 電影
本片是監製李崗與導演陳慧翎二度合作，欲探討寵物與主人之間的關係，以及女性在職場與家庭間的角色轉換和自我成長。2013年7月5日開鏡，2014年3月於大阪亞洲電影節首映，同年5月於台灣和日本上映。
電影中有超過30隻的狗演員，主角里拉由五隻黃金獵犬輪番演出。
片中雜誌社場景攝於台中國立公共資訊圖書館，其他有三分之一的場景攝於台北市，包括松山文創園區、花博夢想館等。
演員
| 演員     | 角色     | 介紹         |
| 張鈞甯   | 蔡琬真   | 時尚雜誌編輯 |
| 何潤東   | 沈浩介   | 琬真的男友   |
| 丁春誠   | 陳立翔   | 雜誌社業務   |
| 賴佩霞   | Miss Lin | 雜誌總編輯   |
| 薛仕凌   | 小南     | 編輯助理     |
| 黃姵嘉   | 阿丹     | 寵物店店員   |
| 池端玲名 | 神谷杏子 | 模特兒       |
| 日比野玲 | 神谷正和 | 服裝設計師   |
| 謝瓊煖   | 蔡媽媽   |              |
| 吳朋奉   |          | 印刷廠老闆   |
| 鄭有傑   |          | 獸醫         |
| 梁赫群   | George   |              |
| 馬思純   | 友琪     |              |

製作團隊
- 監製：李崗、吉田正大
- 導演：陳慧翎
- 編劇：葉乃菁
- 出品人：陳煥華
- 製作人：小出正雪、樋口隆行
- 製片：周銓
- 攝影：王均銘
- 燈光：李嘉寓
- 美術：陳子隆
- 原著：原田舞葉《只要一分鐘》
- 主題曲：徐佳瑩〈只要一分鐘〉
- 服裝設計：鄭經中[8]
- 出品：安可電影、Beachwalkers
- 製作：崗華影視
- 贊助單位：文化部影視及流行音樂產業局、台北市政府、台北市政府文化局、台北市文化基金會、台中市政府、台中市政府新聞局
- 協力：飛隆星
- 協助製作：台北市電影委員會

#### 拍攝地點
該片於台中市多處拍攝，包括：國立公共資訊圖書館、沐蘭汽車旅館、羅大宇動物醫院等等。臺中市政府也給予該片150萬元輔導金及拍攝支援。

## 外部連結
- 《只要一分鐘》台灣臉書（中文）
- 《只要一分鐘》日本臉書 （页面存档备份，存于）（日語）
- 電影《只要一分鐘》官方網站 （页面存档备份，存于）（日語）
- 【Y!專訪】「珍惜跟愛每一分鐘！」《只要一分鐘》陳慧翎與女主角張鈞甯專訪[永久]
- 互联网电影数据库（IMDb）上《只要一分鐘》的资料（英文）